# スイーツ甲子園
スイーツ甲子園（スイーツこうしえん）は、貝印が2008年より開催している、高校生を対象としたオリジナルスイーツコンテスト。高校生3人1組でチームとなり（高等専門学校は3年生まで、中等教育学校は後期課程在籍、特別支援学校は高等部在籍）、オリジナルスイーツのアイディアと腕を競う。2020年より憧れる大会として安定した運営を続けるとともに、さらなる認知・規模拡大の方法（施策）を理由に主催が貝印から産経新聞社に譲渡され、貝印はメインスポンサーとして協賛することが発表される。
全国を8ブロックに分け、地区ごとに一次審査（書類選考）を行い、それぞれ5チームを選出。さらに、地区予選大会（実技審査、簡単な筆記試験）にて各ブロック代表1チームを決定。地区予選の審査員はその地区出身の有名パティシエが務め、地区予選を勝ち抜いた8チームが決勝大会に進出、優勝チームを決定する。
第11回大会より、全国を東西2ブロックに分け、一次審査（書類選考）、各ブロックそれぞれ12チームを選出。書類審査を通過したチームは予選大会にて調理試験（テーマ作品・課題作品）、筆記試験を行う。予選大会は東西2ブロック、各2日間ずつの計4日間開催し、決勝大会に進出する代表1チーム（計4チーム）を決定する。予選大会の審査員は若手有名パティシエが務め、予選大会を勝ち抜いた4チームが東京都内で行われる決勝大会に進出、決勝大会では有名パティシエの方々に加え、各界のプロに審査員を務め優勝チームを決定する。優勝校には文部科学大臣賞が授与
大会の模様はBSフジにて放送されていたが、2014年からはテレビ東京系（BSデジタル放送はBSジャパン）、2018年からは、時代の流れによりネットメディアと変更されている。

## 出演者
- MC（メイン）- 赤坂泰彦（第1回～第6回）、照英（第7回～）
- MC（サブ）- 優木まおみ（第1回～2回）、高樹千佳子（第3回～第4回）、皆藤愛子（第5回～第6回）、狩野恵里（第7回～）
- 特別審査員 - 関根勤（第11回）、八嶋智人（第12回）

## 審査員
- 2008年決勝大会審査員 - 横田秀夫(Oak Wood)、永井紀之(Noliette) 、鎧塚俊彦(Toshi Yoroizuka)
- 2009年〜2012年決勝大会審査員 - 西原金蔵(PÂTISSERIE AU GRENIER D’OR) 、柳正司(Pâtisserie Tadashi YANAGI) 、土屋公二(THÉOBROMA)
- 2018年～ 決勝大会審査員 - 鎧塚俊彦(Toshi Yoroizuka)、永井紀之(Noliette)
- 2018年～ 予選大会審査員 - 島田徹（パティシエ・シマ）、上田真嗣（パティスリー ラトリエ ドゥ マッサ）、菅又亮輔（リョウラ）、三鶴康友（フランス菓子 トワ・グリュ）、濱田舟志（菓子工房 グリューネベルク）、捧雄介（パティスリーユウササゲ）、江森宏之（メゾンジブレー）、森大祐（アンヴデット）

## 大会結果
| 開催年 | 優勝                 | 優勝     | 特別賞               | 特別賞       | 特別賞                 | 特別賞       | 参加総数 | 参加総数 |
| 開催年 | 学校名               | チーム名 | 学校名               | チーム名     | 学校名                 | チーム名     | 参加校数 | チーム数 |
| ------ | -------------------- | -------- | -------------------- | ------------ | ---------------------- | ------------ | -------- | -------- |
| 2008年 | 福井県立金津高等学校 | ソレイユ | 飯塚高等学校         | CAT          | 三重県立相可高等学校   | Inacheve     | 443      | 1100     |
| 2009年 | 飯塚高等学校         | franche  | 専門学校野田鎌田学園 | Cerfeuil     | 奈良県立磯城野高等学校 | Chi.M2       | 346      | 921      |
| 2010年 | 名古屋調理師専門学校 | Allumage | 飯塚高等学校         | cerise       | 福知山淑徳高等学校     | flour        | 324      | 843      |
| 2011年 | おかやま山陽高等学校 | ともちー | 町田調理師専門学校   | 夢見るたまご | 福知山淑徳高等学校     | Black☆Impact | 269      | 645      |
| 2011年 | おかやま山陽高等学校 | ともちー | 町田調理師専門学校   | 夢見るたまご | 京都府立桂高等学校     | 京こまち     | 269      | 645      |

| 開催年 | 優勝                         | 優勝     | 準優勝                       | 準優勝           | 3位                           | 3位                   | 参加総数 | 参加総数 |
| 開催年 | 学校名                       | チーム名 | 学校名                       | チーム名         | 学校名                        | チーム名              | 参加校数 | チーム数 |
| ------ | ---------------------------- | -------- | ---------------------------- | ---------------- | ----------------------------- | --------------------- | -------- | -------- |
| 2012年 | 慶誠高等学校                 | ぱりとわ | おかやま山陽高等学校         | ともちー         | 町田調理師専門学校高等課程    | まっちょうがーる      | 240      | 847      |
| 2013年 | 名古屋調理師専門学校高等課程 | Attaches | 飯塚高等学校                 | Trois Blanc      | 町田調理師専門学校高等課程    | 途来～try～           | 204      | 785      |
| 2014年 | レコールバンタン高等部       | すまいる | 専門学校野田鎌田学園高等課程 | あかみ           | 奈良女子高等学校              | adelanto☆(アデラント) | -        | 556      |
| 2015年 | 北海道三笠高等学校           | premier  | 慶誠高等学校                 | Trinita          | レコールパンタン高等部 大阪校 | rainbow               | -        | 431      |
| 2016年 | おかやま山陽高等学校         | reve     | レコールパンタン高等部       | 東京らんこんとる | 慶誠高等学校                  | Bloom                 | -        | 439      |

| 開催年 | 優勝                         | 優勝        | 特別賞               | 特別賞        | 参加総数 | 参加総数 |
| 開催年 | 学校名                       | チーム名    | 学校名               | チーム名      | 参加校数 | チーム数 |
| ------ | ---------------------------- | ----------- | -------------------- | ------------- | -------- | -------- |
| 2017年 | 名古屋調理師専門学校         | I'll        | 育成調理師専門学校   | La remercie   | -        | 443      |
| 2018年 | 慶誠高等学校                 | educate     | 太成学院大学高等学校 | ミラクルGirls | -        | 266      |
| 2019年 | 糸菊学園名古屋調理師専門学校 | amusant     |                      |               | -        | 350      |
| 2020年 | おかやま山陽高等学校         | sourire     |                      |               | -        |          |
| 2021年 | 野田鎌田学園高等専修学校     | blue star   |                      |               | -        |          |
| 2022年 | 飯塚高等学校                 | franche     |                      |               | -        |          |
| 2023年 | 野田鎌田学園高等専修学校     | shine       |                      |               | -        |          |
| 2024年 | 飯塚高等学校                 | arc-en-ciel |                      |               |          |          |